# A Real Dead One
A Real Dead One è il terzo album dal vivo del gruppo musicale britannico Iron Maiden, pubblicato il 18 ottobre 1993 dalla EMI.

## Il disco
Come il precedente A Real Live One, anche questo disco contiene brani registrati durante il tour promozionale per Fear of the Dark in nove località differenti  dell'Europa. Se A Real Live One presentava brani estratti dagli album compresi fra Somewhere in Time e Fear of the Dark, A Real Dead One è caratterizzato dalla presenza di brani appartenenti ai primi cinque album pubblicati dal gruppo (da Iron Maiden a Powerslave).
L'album contiene inoltre brani raramente eseguiti dal vivo, come la strumentale Transylvania o Where Eagles Dare, mentre altri come Remember Tomorrow e Prowler rappresentano delle vere e proprie chicche, in quanto si trattano delle uniche registrazioni dal vivo ufficiali con Bruce Dickinson alla voce.

## Tracce
Testi e musiche di Steve Harris, eccetto dove indicato.
1. The Number of the Beast – 4:54
2. The Trooper – 3:55
3. Prowler – 4:15
4. Transylvania – 4:25
5. Remember Tomorrow – 5:52 (Steve Harris, Paul Di'Anno)
6. Where Eagles Dare – 4:49
7. Sanctuary – 4:53 (Steve Harris, Murray, Paul Di'Anno)
8. Running Free – 3:48 (Steve Harris, Paul Di'Anno)
9. Run to the Hills – 3:57
10. 2 Minutes to Midnight – 5:37 (Adrian Smith, Bruce Dickinson)
11. Iron Maiden – 5:24
12. Hallowed Be Thy Name – 7:51

### Provenienza delle tracce
- Traccia 1: Valby Halle, Copenaghen - Danimarca (25 agosto 1992)
- Tracce 2 e 11: Isshallen, Helsinki - Finlandia (27 agosto 1992)
- Traccia 3: Roma (Marino) - Italia (30 aprile 1993)
- Tracce 4 e 5: Grughalle, Essen - Germania (17 aprile 1993)
- Traccia 6: Rijnhal, Arnhem - Paesi Bassi (9 aprile 1993)
- Tracce 7 e 8: Neuchâtel, Losanna - Svizzera (27 maggio 1993)
- Traccia 9: Vítkovice Sports Hall, Ostrava - Repubblica Ceca (5 aprile 1993)
- Traccia 10: Élysée Montmartre, Parigi - Francia (10 aprile 1993)
- Traccia 12: Olympic Arena, Mosca - Russia (4 giugno 1993)

## Formazione
Gruppo
- Bruce Dickinson – voce
- Dave Murray – chitarra
- Janick Gers – chitarra
- Steve Harris – basso
- Nicko McBrain – batteria

Altri musicisti
- Michael Kenney – tastiera

## Classifiche
| Classifica (1993) | Posizione massima |
| ----------------- | ----------------- |
| Finlandia         | 12                |
| Francia           | 5                 |
| Germania          | 50                |
| Paesi Bassi       | 97                |
| Regno Unito       | 12                |
| Stati Uniti       | 140               |
| Svezia            | 14                |
| Svizzera          | 37                |